# Jednostka specjalna (film)
Jednostka specjalna (ang. Special Forces lub Special Forces USA) – amerykański film akcji z 2003 roku, napisany przez Davida N. White’a oraz wyreżyserowany przez Isaaca Florentine’a.
Projekt powstał budżetem bliskim półtora miliona dolarów amerykańskich w stolicy Litwy, Wilnie, wydany został w obiegu DVD/VHS. W Polsce, w ostatnim kwartale 2009, film premierowo wyemitowała stacja telewizyjna Filmbox.

## Fabuła
Trzy Amerykanki zostają uprowadzone przez psychopatę. Do ich odbicia wyznaczony zostaje zespół specjalnie wyszkolonych komandosów. Żołnierze będę jednak musieli użyć wszelkich sposobów, aby zapobiec utracie własnego życia, ponieważ przeprowadzana przez nich misja okazuje się być śmiertelnie niebezpieczna.

## Obsada
- Marshall R. Teague − major Don Harding
- Scott Adkins − Talbot
- Tim Abell − Jess
- Danny Lee Clark − Bear
- Troy Mittleider − Wyatt
- Daniella Deutscher − Wendy Teller
- T.J. Rotolo − Reyes
- Eli Danker − Hasib Rafendek
- Vladislavas Jacukevicius − Zaman